# Tomopteris
Tomopteris is een geslacht van in zee levende borstelwormen uit de familie van de Tomopteridae.

## Kenmerken
De kop bevat een gespierde slurf, de proboscis, die kan worden uitgestulpt om prooidieren te vangen. De meeste soorten zijn tussen de één en 2,5 cm lang, maar soorten uit de koudere diepzee kunnen wel 10 cm lang worden.

## Leefwijze
Ze leven onder andere van planktondieren, zoals roeipootkreeftjes.

## Soorten
- Tomopteris (Johnstonella) aloysii
- Tomopteris (Johnstonella) apsteini (Rosa, 1908)
- Tomopteris (Johnstonella) australiensis Augener, 1927
- Tomopteris (Johnstonella) biancoi Terio, 1947
- Tomopteris (Johnstonella) catharina (Gosse, 1853)
- Tomopteris (Johnstonella) duccii Rosa, 1908
- Tomopteris (Johnstonella) dunckeri Rosa, 1908
- Tomopteris (Johnstonella) espana Caroli, 1932
- Tomopteris (Johnstonella) helgolandica (Greeff, 1879)
- Tomopteris (Johnstonella) kempi Monro, 1930
- Tomopteris (Johnstonella) levipes (Greeff, 1879)
- Tomopteris (Johnstonella) marginata Caroli, 1932
- Tomopteris (Johnstonella) messanica Terio, 1952
- Tomopteris (Johnstonella) pacifica (Izuka, 1914)
- Tomopteris (Johnstonella) partenopea Caroli, 1928
- Tomopteris (Johnstonella) stefanelli Terio, 1947
- Tomopteris anadyomene Meyer, 1929
- Tomopteris briarea Quatrefages, 1866
- Tomopteris carolii Terio, 1947
- Tomopteris carpenteri Quatrefages, 1866
- Tomopteris cavallii Rosa, 1908
- Tomopteris circulosa Støp-Bowitz, 1992
- Tomopteris congolana Støp-Bowitz, 1992
- Tomopteris danae Minor, 1862
- Tomopteris erythrea Caroli in Dales, 1956
- Tomopteris eschscholtzi Greeff, 1879
- Tomopteris espansa Caroli, 1932
- Tomopteris gracilis Støp-Bowitz, 1992
- Tomopteris huxleyi Quatrefages, 1866
- Tomopteris krampi Wesenberg-Lund, 1936
- Tomopteris ligulata Rosa, 1908
- Tomopteris mariana Greeff, 1885
- Tomopteris miriaglandulata Terio, 1947
- Tomopteris miriglandulata Terio, 1947
- Tomopteris mortenseni Augener, 1927
- Tomopteris nationalis Apstein, 1900
- Tomopteris nisseni Rosa, 1908
- Tomopteris onisciformis Eschscholtz, 1825
- Tomopteris oniscoformis Eschscholtz, 1825
- Tomopteris pediculosa Terio, 1947
- Tomopteris pierantonii Terio, 1947
- Tomopteris planktonis Apstein, 1900
- Tomopteris poliglandulata Caroli, 1932
- Tomopteris polyglandulata Caroli, 1932
- Tomopteris rolasi Greeff, 1885
- Tomopteris sanzoi Caroli in Dales, 1956
- Tomopteris septentrionalis Steenstrup, 1849
- Tomopteris smithii Verrill, 1880
- Tomopteris spartai Terio, 1950
- Tomopteris tentaculata Treadwell, 1928
- Tomopteris tenuis Caroli, 1932
- Tomopteris vitrina Vejdowsky, 1878

### Synoniemen
- Tomopteris (Johnstonella) renata (Berkeley, 1930) => Tomopteris pacifica Izuka, 1914 => Tomopteris (Johnstonella) pacifica (Izuka, 1914)
- Tomopteris apsteini Rosa, 1908 => Tomopteris (Johnstonella) apsteini (Rosa, 1908)
- Tomopteris biancoi Terio, 1947 => Tomopteris (Johnstonella) biancoi Terio, 1947
- Tomopteris catharina (Gosse, 1853) => Tomopteris (Johnstonella) catharina (Gosse, 1853)
- Tomopteris duccii Rosa, 1907 => Tomopteris (Johnstonella) duccii Rosa, 1908
- Tomopteris dunckeri Rosa, 1907 => Tomopteris (Johnstonella) dunckeri Rosa, 1908
- Tomopteris helgolandica Greeff, 1879 => Tomopteris (Johnstonella) helgolandica (Greeff, 1879)
- Tomopteris levipes Greeff, 1879 => Tomopteris (Johnstonella) levipes (Greeff, 1879)
- Tomopteris marginata Caroli, 1932 => Tomopteris (Johnstonella) marginata Caroli, 1932
- Tomopteris pacifica Izuka, 1914 => Tomopteris (Johnstonella) pacifica (Izuka, 1914)
- Tomopteris partenopea Caroli, 1928 => Tomopteris (Johnstonella) partenopea Caroli, 1928
- Tomopteris cavalli => Tomopteris cavallii Rosa, 1908
- Tomopteris colosii Caroli in Dales, 1956 => Tomopteris cavallii Rosa, 1908
- Tomopteris congloana Støp-Bowitz, 1992 => Tomopteris congolana Støp-Bowitz, 1992
- Tomopteris ehlersi Caroli in Dales, 1956 => Tomopteris sanzoi Caroli in Dales, 1956
- Tomopteris elegans Chun, 1887 => Tomopteris (Johnstonella) pacifica (Izuka, 1914)
- Tomopteris eschscholtzii Greeff, 1879 => Tomopteris septentrionalis Steenstrup, 1849
- Tomopteris euchaeta Chun, 1888 => Enapteris euchaeta Chun, 1888
- Tomopteris eura Chamberlin, 1919 => Tomopteris pacifica Izuka, 1914 => Tomopteris (Johnstonella) pacifica (Izuka, 1914)
- Tomopteris idiura Chamberlin, 1919 => Tomopteris nisseni Rosa, 1908
- Tomopteris innatans Chamberlin, 1919 => Tomopteris nisseni Rosa, 1908
- Tomopteris kefersteini Greeff, 1879 => Tomopteris (Johnstonella) pacifica (Izuka, 1914)
- Tomopteris longisetis Treadwell, 1936 => Tomopteris nisseni Rosa, 1908
- Tomopteris membranacea Caroli in Dales, 1956 => Tomopteris (Johnstonella) dunckeri Rosa, 1908
- Tomopteris novaroi Caroli in Dales, 1956 => Tomopteris erythrea Caroli in Dales, 1956
- Tomopteris opaca Treadwell, 1928 => Tomopteris nisseni Rosa, 1908
- Tomopteris pagenstecheri Quatrefages, 1866 => Tomopteris (Johnstonella) helgolandica (Greeff, 1879)
- Tomopteris quadricornis Leuckart & Pagenstecher in Quatrefages, 1866 => Tomopteris (Johnstonella) helgolandica (Greeff, 1879)
- Tomopteris renata Berkeley, 1930 => Tomopteris (Johnstonella) pacifica (Izuka, 1914)
- Tomopteris rosaea Ehlers, 1917 => Tomopteris (Johnstonella) apsteini (Rosa, 1908)
- Tomopteris scolopendra Keferstein, 1861 => Tomopteris (Johnstonella) apsteini (Rosa, 1908)